# Mutki
Mutki (en arménien Մոտիկ, Motik) est une ville et un district de Turquie situés à 20 kilomètres de la préfecture Bitlis sur la route qui monte au barrage de Ayşehatun (Ayşehatun baraji) et à celui de Kor (Kor baraji) dans la province de Bitlis. En 2000, la population de la ville s'élève à 4 291 habitants et celle du district à 35 699 habitants.
Le district de Mutki est un de ceux qui sont peuplés par les Zazas.